# Laurent de Rillé

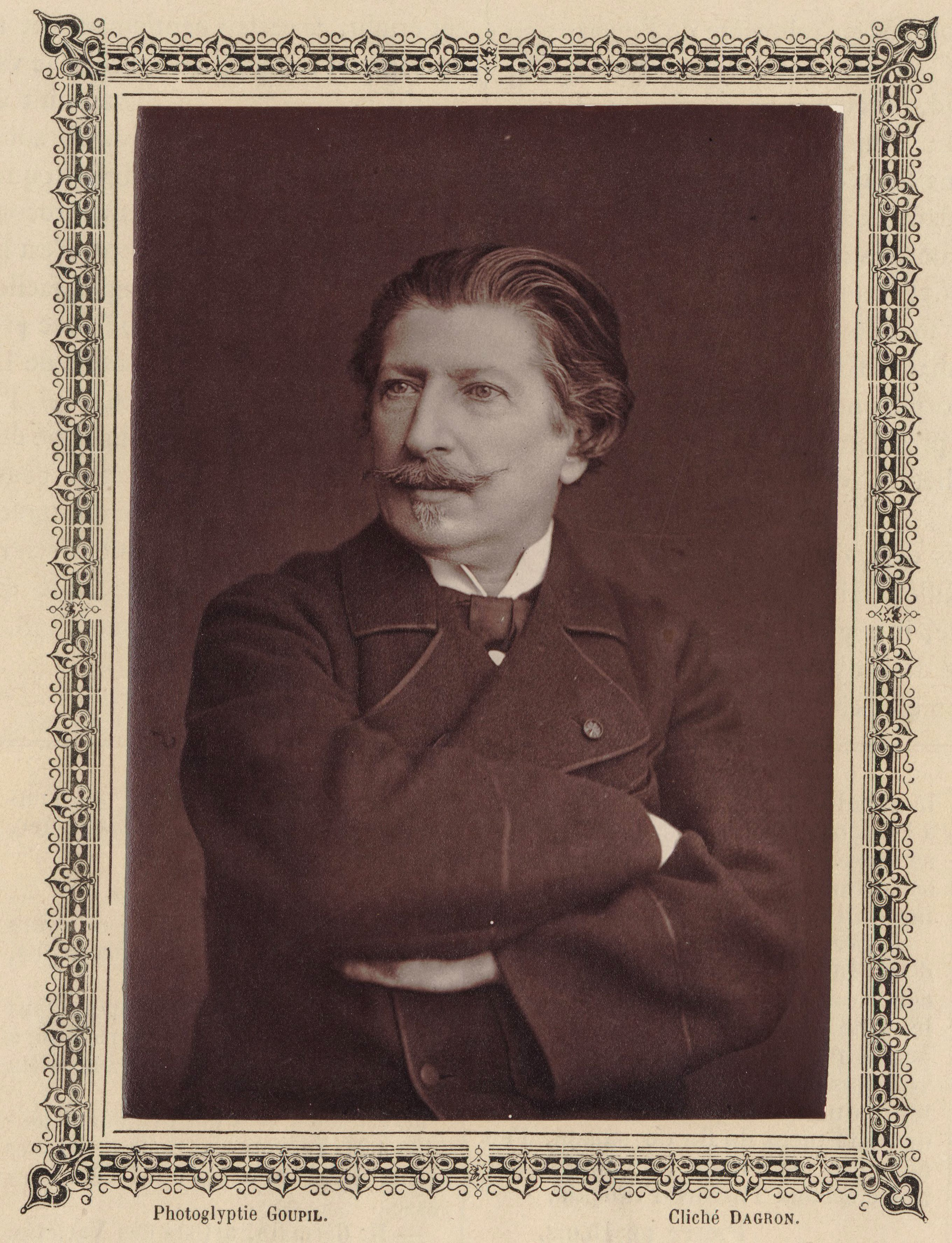
Laurent de Rillé en 1880, photoglyptie Goupil, cliché Dagron.

François-Anatole Laurent dit Laurent de Rillé est un enseignant, compositeur et orphéoniste français, né à Orléans le 30 novembre 1824 et mort à Paris (9e) le 26 août 1915.

## Biographie en 1880

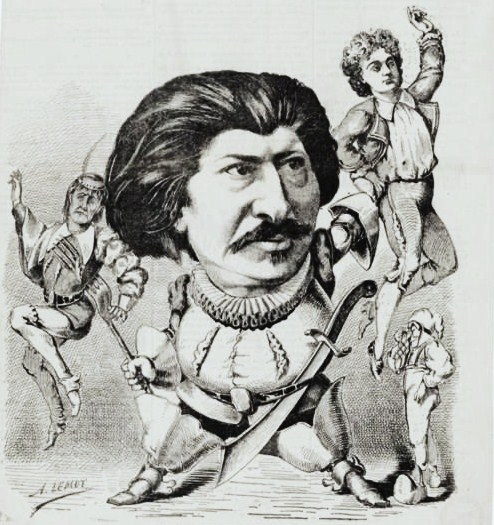
Laurent de Rillé, portrait-charge par Achille Lemot.

Louis-Henry Lecomte écrit dans La Chanson le 17 juillet 1880 :

« Il faut constater avec une joie patriotique le grand mouvement qui s'opère pour enlever aux  distractions dangereuses du cabaret l'ouvrier des villes ou des campagnes. Musées et bibliothèques populaires se sont multipliées avec une générosité intelligente. Ce mouvement, que les faits politiques ont considérablement accéléré, a pris naissance, au lendemain de la révolution de juillet, sous l'impulsion vigoureuse de deux hommes inséparables dans le souvenir reconnaissant des masses : Béranger et Wilhem. L'un conseillait, l'autre exécutait, et leur œuvre commune, l'Orphéon, a reçu du temps la consécration du succès.  
Parmi les continuateurs de Wilhem, Laurent de Rillé mérite une mention particulière. Il s'est dévoué corps et âme à cette mission moralisatrice et pas un orphéon de France ne lui marchande sa sympathie.
Laurent de Rillé est né à Orléans, en 1828. Il fit ses études au collège de Tours. Déjà l'amour de la musique le possédait ; il étonnait par son talent d'improvisation le vieux pianiste qu'on lui avait donné pour maître. Bientôt le jeune compositeur voulut un orchestre pour exécuter ses, œuvres ; il fonda sans tarder une société d'instrumentistes dont il recruta les éléments parmi ses condisciples. De nombreux succès intimes en résultèrent. 
Quand sonna pour lui la vingtième année, Laurent de Rillé vint faire son droit à Paris ; il associa naturellement dans ses études le code et la musique, et suivit le cours d'harmonie professé par Elwart au Conservatoire. 
Passant un jour rue Bellefond, il entendit un groupe d'ouvriers qui chantaient en chœur ; il en ressentit une émotion très vive qui. détermina sa vocation. Dès la même année (1848) il écrivit des chœurs, chantés aussitôt par les quelques sociétés établies à Paris, Sa production s'accrut au fur et à mesure que les orphéons se multiplièrent. Elle est aujourd'hui trop nombreuse pour qu'il soit possible de l'énumérer ici ; nous rappellerons seulement, parmi ses œuvres les plus remarquables : la Saint-Hubert, les Buveurs, la Retraite, les Bergers, les Batteurs de blé, l'Exilé, la Valse des songes, les Chantres, Malborough, l'Orphéon en voyage, l'Océan, le Pardon d'Auray et les Hirondelles de Béranger. 
Ces titres suffisent pour faire connaître une des faces du talent de Laurent de Rillé, la variété. Il réussit en effet le chœur d'action comme le tableau rustique, le chant de colère comme le récit plaisant. 
Toutes ses productions décèlent la science des rythmes, l'entente de l'harmonie, un sentiment mélodique plein de franchise et de clarté. 
On doit, en outre, à Laurent de Rillé, plusieurs chœurs pour enfants, des messes, des morceaux d'orchestre et les œuvres théâtrales, suivantes : le Petit Poucet, 3 actes (Athénée, 1868) ; la Liqueur d'or, 3 actes (Menus-Plaisirs, 1875) ; les Pattes blanches, 1 acte (Bouffes, 1877) ; Babiole, 3 actes (Bouffes, 1878) ; et la Princesse Marmotte, 3 actes, représentée récemment à Bruxelles. Ces diverses partitions, opéras-comiques plutôt qu'opérettes, ont obtenu des succès très enviables. 
Diseur agréable, orateur habile, professeur émérite, Laurent de Rillé fait depuis plusieurs années, à la Sorbonne, un cours d'histoire de la musique, dont l'intérêt a été plusieurs fois signalé par les organes spéciaux. Enfin, chargé par le gouvernement français d'importantes missions artistiques, et membre de nombreux comités relatifs à l'instruction publique ou aux progrès industriels, il a conquis vaillamment le grade d'officier de la Légion d'honneur et les rubans de divers ordres étrangers. 
Où que se tiennent les réunions orphéoniques, où que se jugent les grands concours de musique vocale, Laurent de Rillé préside et décide. Il excelle surtout à prononcer les petites allocutions humoristiques, compléments obligés des banquets populaires. 
Le Comité de la statue de Béranger, qui croit avec raison que les orphéons contribueront largement à son œuvre de justice, devait attacher une signification particulière à l'adhésion de Laurent de Rillé.
Cette adhésion, la Chanson l'a reçue, entière et chaleureuse, et nous y voulons voir le présage du succès de l'appel que le Comité adresse aujourd'hui aux sociétés chorales de France. »

## Œuvres
- Le Sire de Framboisy. Laurent de Rillé est l'auteur de la musique de la célèbre chanson française Le Sire de Framboisy ou Le Sire de Franc-Boisy, paroles d'Ernest Bourget, édition Meissonier fils, créée en 1855 par Joseph Kelm au théâtre des Folies-Nouvelles.
- Ave Maris Stella, chœur à trois voix égales, janvier 1874. Publié dans L'Orphéon des enfants, n°3[6].
- Le Petit Poucet, opéra-bouffe en trois actes, livret d'Eugène Leterrier et Albert Vanloo, créé le 8 octobre 1868. Jodie Devos et Caroline Meng en ont enregistré un duo.
- Babiole, opérette villageoise en 3 actes, paroles de Clairville et Gastineau,  Paris, 1878 lire en ligne sur Gallica
- Frasquita, opérette-bouffe en 1 acte, paroles d'Alfred Tranchant. créée aux Bouffes-Parisiens le 3 mars 1859. lire en ligne sur Gallica

## Décorations et hommages
Liste non exhaustive :
- Chevalier de la Légion d'honneur (décret impérial du 14 août 1865)
- Officier de la Légion d'Honneur au titre du ministre de l'Agriculture et du Commerce (décret du 20 octobre 1878)[8]
- Officier de l'Instruction publique (1867)[9]
- Membre des Ordres d'Isabelle la Catholique, de Charles III d'Espagne, des Saints Maurice et Lazare, de la Couronne d'Italie, du Mérite du Luxembourg, de François-Joseph d'Autriche, de Saint-Olaf de Norvège[10], etc. etc.

Une rose lui est dédiée en 1885 sous le nom de 'Laurent de Rillé'.